# Le Droit d'aimer (série télévisée)
Pour les articles homonymes, voir Le Droit d'aimer.
Le Droit d'aimer (Direito de Amar) est un feuilleton télévisé brésilien en 160 épisodes de 30 minutes, écrit par Walter Negrão d'après le feuilleton radiophonique Noiva das Trevas de Janete Clair, et diffusé entre le 16 février et le 5 septembre 1987 sur le réseau Globo.
En Suisse francophone, le feuilleton a été diffusé du 18 août 1992 au 30 mars 1993 sur TSR.

## Synopsis
Rosália est une belle jeune femme qui vit dans le Brésil du XIXe siècle. Ses parents endettés la forcent à se marier avec un banquier qui cache un terrible secret lié au décès de sa première femme. Malheureusement Rosália est amoureuse d'un charmant jeune homme qui se trouve être le fils du banquier.

## Distribution
- Glória Pires : Rosália Medeiros